# Кухтино (Удмуртия)
Кухтино — деревня в Каракулинском районе Удмуртии. Входит в состав Боярского сельского поселения.

## География
Деревня расположена на юго-востоке республики на расстоянии примерно в 23 километрах по прямой к востоку от районного центра Каракулино.
Часовой пояс
Деревня Кухтино как и вся Удмуртия, находится в часовой зоне МСК+1. Смещение применяемого времени относительно UTC составляет +4:00.

## Население
| 2010 | 2012 |
| ---- | ---- |
| 95   | ↘90  |

Национальный состав
Согласно результатам переписи 2002 года, русские составляли 91 % из 131 чел..